# Parlamentswahl in Syrien 2016

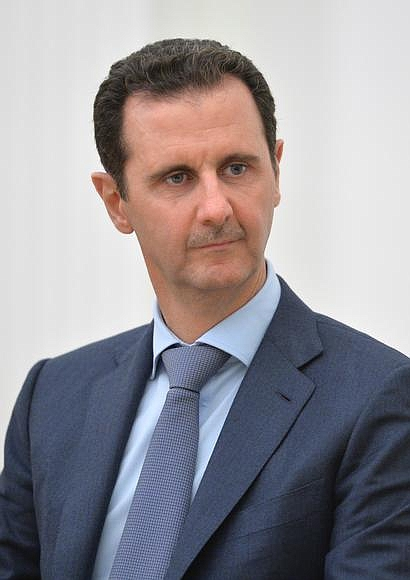
Präsident Bashar al Assad

Die Wahl zum Volksrat in Syrien 2016 wurde von Präsident Baschar al-Assad für den 13. April 2016 angesetzt. Es war eine Neuwahl, da die Legislaturperiode nach der Wahl 2012 noch andauerte. Die Wahl wurde als Scheinwahl kritisiert und von der Opposition boykottiert. Der Einfluss des Parlaments auf die Politik Syriens wird allgemein als nicht existent eingeschätzt. Die in der Verfassung vorgegebene Rolle des Parlaments wird aufgrund des Fehlens grundlegender rechtsstaatlicher Standards nicht wahrgenommen. Am 6. Juni 2016 trat das Parlament erstmals zusammen.
Die Einheitsliste Assads gewann mit 100 % und damit sämtliche 200 für Parteien vorgegebene Sitze. Kein einziger Oppositionskandidat erhielt einen Sitz im Parlament.

## Hintergrund
Die Wahlen sollten gemäß Wahlkalender eigentlich 2017 stattfinden, jedoch ordnete der umstrittene Präsident Baschar al-Assad per Dekret am 22. Februar 2016 aufgrund des seit 2011 andauernden syrischen Bürgerkrieges kurzfristig Neuwahlen an. Durch den Bürgerkrieg bedingt steht mehr als die Hälfte des Landes unter der Kontrolle von oppositionellen Rebellen, Kurdenmilizen und der Terrormiliz Islamischer Staat. In den von syrischen Regierungstruppen kontrollierten Teilen des Landes konzentriert sich jedoch mehr als die Hälfte der Bevölkerung.
Sie ist die zweite Wahl nach der Annahme einer neuen Verfassung in einem Volksentscheid 2012. Gemäß der im Dezember 2015 vom VN-Sicherheitsrat verabschiedeten Resolution sollten die Parlamentswahlen zusammen mit Präsidentschaftswahlen innerhalb einer 18-monatigen Übergangszeit stattfinden.
Gemäß Wahlgesetz darf eine Partei nicht religiös, regional, konfessionell, berufs- oder stammesbezogen ausgerichtet sein und auch kein Ableger bzw. Verbündeter einer nichtsyrischen Partei bzw. Organisation sein. Damit sind die Muslimbruderschaft, die syrischen Kurden oder Parteien, die nach regionaler Autonomie streben, von der Wahl ausgeschlossen.
Die 250 Mitglieder des Volksrates wurden aus 15 Wahlkreisen mit mehreren Mitgliedern gewählt:
| Wahlkreis             | Sitze |
| --------------------- | ----- |
| Damaskus              | 29    |
| Umgebung von Damaskus | 19    |
| Aleppo                | 20    |
| Umgebung von Aleppo   | 32    |
| Homs                  | 23    |
| Hama                  | 22    |
| Latakia               | 17    |
| Edleb                 | 18    |
| Tartus                | 13    |
| Rakka                 | 8     |
| Deir ez-Zor           | 14    |
| Hassaké               | 14    |
| Deraa                 | 10    |
| Suweida               | 6     |
| Quneitra              | 5     |
| Gesamt                | 250   |

## Ergebnis
Die seit 1972 bestehende Nationale Einheitsliste unter Führung der seit 1963 herrschenden Baath-Partei gewann 80 Prozent (also 200 der 250) der Parlamentssitze im Volksrat. Somit erhielten nach Regimeangaben alle 200 aufgestellten Kandidaten der Einheitsliste ihren Sitz. Mehr als 11.000 Kandidaten stellten sich auf, jedoch konnten sich die Syrer nur zwischen 3500 Kandidaten entscheiden. Zwei Armenier wurden in das Parlament gewählt, erstmals auch eine armenische Frau. Die Wahlbeteiligung lag bei 57,56 Prozent.
Die Vereinten Nationen wollen das Ergebnis ebenso wie die deutsche Bundesregierung nicht anerkennen.
| Partei                                                           | Anteil | Sitze | Sitze innerh. |     |
| ---------------------------------------------------------------- | ------ | ----- | ------------- | --- |
| Nationale Fortschrittsfront                                      | 80 %   | 200   |               |     |
| - Arabisch-Sozialistische Baath-Partei                           | 80 %   | 200   | 172           |     |
| - Syrische Soziale Nationalistische Partei                       | 80 %   | 200   | 7             |     |
| - Syrische Kommunistische Partei (Wisal-Farha-Bakdasch-Fraktion) | 80 %   | 200   | 3             |     |
| - Arabische Sozialistische Union                                 | 80 %   | 200   | 2             |     |
| - Sozialistische Unionisten                                      | 80 %   | 200   | 2             |     |
| - Syrische Kommunistische Partei (Yusuf-Faisal-Fraktion)         | 80 %   | 200   | 1             |     |
| - Bewegung Nationaler Pakt                                       | 80 %   | 200   | 1             |     |
| - Parteilose aus der Nationalen Fortschrittsfront                | 80 %   | 200   | 12            |     |
| Unabhängige                                                      | 20 %   | 50    | 50            |     |
| Gesamt                                                           |        |       | 250           | 250 |
| Quelle: IPU                                                      |        |       |               |     |